# ميكي جي
ميكي جي (بالإنجليزية: Mickey Gee)‏ هو عازف قيثارة بريطاني، ولد في 3 يوليو 1944 في كارديف في المملكة المتحدة، وتوفي في 21 يناير 2009 بسبب نفاخ رئوي.

## وصلات خارجية
- ميكي جي على موقع ميوزك برينز (الإنجليزية)
- ميكي جي على موقع ديسكوغز (الإنجليزية)